# (4965) Takeda
(4965) Takeda es un asteroide perteneciente al cinturón de asteroides, descubierto el 6 de marzo de 1981 por Schelte John Bus desde el Observatorio de Siding Spring, Nueva Gales del Sur, Australia.

## Designación y nombre
Designado provisionalmente como 1981 EP28. Fue nombrado Takeda en honor al profesor de instituto “Hiroshi Takeda”, llevó a cabo una investigación seminal sobre meteoritos lunares y acondritas primitivas.

## Características orbitales
Takeda está situado a una distancia media del Sol de 2,918 ua, pudiendo alejarse hasta 3,086 ua y acercarse hasta 2,750 ua. Su excentricidad es 0,057 y la inclinación orbital 0,895 grados. Emplea 1821 días en completar una órbita alrededor del Sol.

## Características físicas
La magnitud absoluta de Takeda es 13,9. Tiene 4,755 km de diámetro y su albedo se estima en 0,284.